# Blairmore and Strone Golf Course
Blairmore and Strone Golf Course is een golfbaan in Cowal, Argyll and Bute,  Schotland. De golfbaan heeft 9 holes en is ontworpen door James Braid. Blairmore and Strone Golf Course is geopend op 6 april 1896.
Op 17 juni 1933 werd een nieuw clubhuis geopend.

## Scorekaart
| Hole   | Par | Lengte (m) |
| ------ | --- | ---------- |
| 1      | 4   | 238        |
| 2      | 3   | 132        |
| 3      | 3   | 200        |
| 4      | 3   | 141        |
| 5      | 3   | 164        |
| 6      | 3   | 214        |
| 7      | 4   | 267        |
| 8      | 4   | 283        |
| 9      | 4   | 294        |
| Totaal | 31  | 1.933      |